# Рівер-Гі
Рівер-Гі (англ. River Gee County) — одне з графств Ліберії. Адміністративний центр — місто Фіштаун.

## Географія
Розташоване в південно-східній частині країни. Межує з Кот-д'Івуаром (на сході) і графствами: Гранд-Геде (на півночі), Сіное (на заході), Гранд-Кру і Меріленд (на півдні). Площа становить 5 110 км ².

## Населення
Населення за даними перепису 2008 року — 67 318. Щільність населення — 13,17 чол./км². До перепису 2008 року населення регіону становило близько 75 тис. осіб включаючи біженців із сусіднього Кот-д'Івуару, які втекли сюди після військового конфлікту 2002 року. Близько 92% населення графства отримують більшу частину свого доходу від сільського господарства.
Динаміка чисельності населення графства по роках:
| 1984   | 2008   | 2013   |
| ------ | ------ | ------ |
| 39 782 | 67 318 | 72 425 |

## Адміністративний поділ
Графство ділиться на 10 дистриктів (населення - 2008 рік):
- Чедепо (англ. Chedepo District) (10 518 осіб)
- Гбеапо (англ. Gbeapo District) (10 934 осіб)
- Гларо (англ. Glaro District) (4 992 осіб)
- Карфор (англ. Karforh District) (5 956 осіб)
- Нані (англ. Nanee District) (6 002 осіб)
- Ньєнавлікен (англ. Nyenawliken District) (5 159 осіб)
- Ньєнебо (англ. Nyenebo District) (5 703 осіб)
- Потупо (англ. Potupo District) (7 337 осіб)
- Сарбо англ. Sarbo District) (5 320 осіб)
- Туобо (англ. Tuobo District) (4 868 осіб)